# Le Pollet

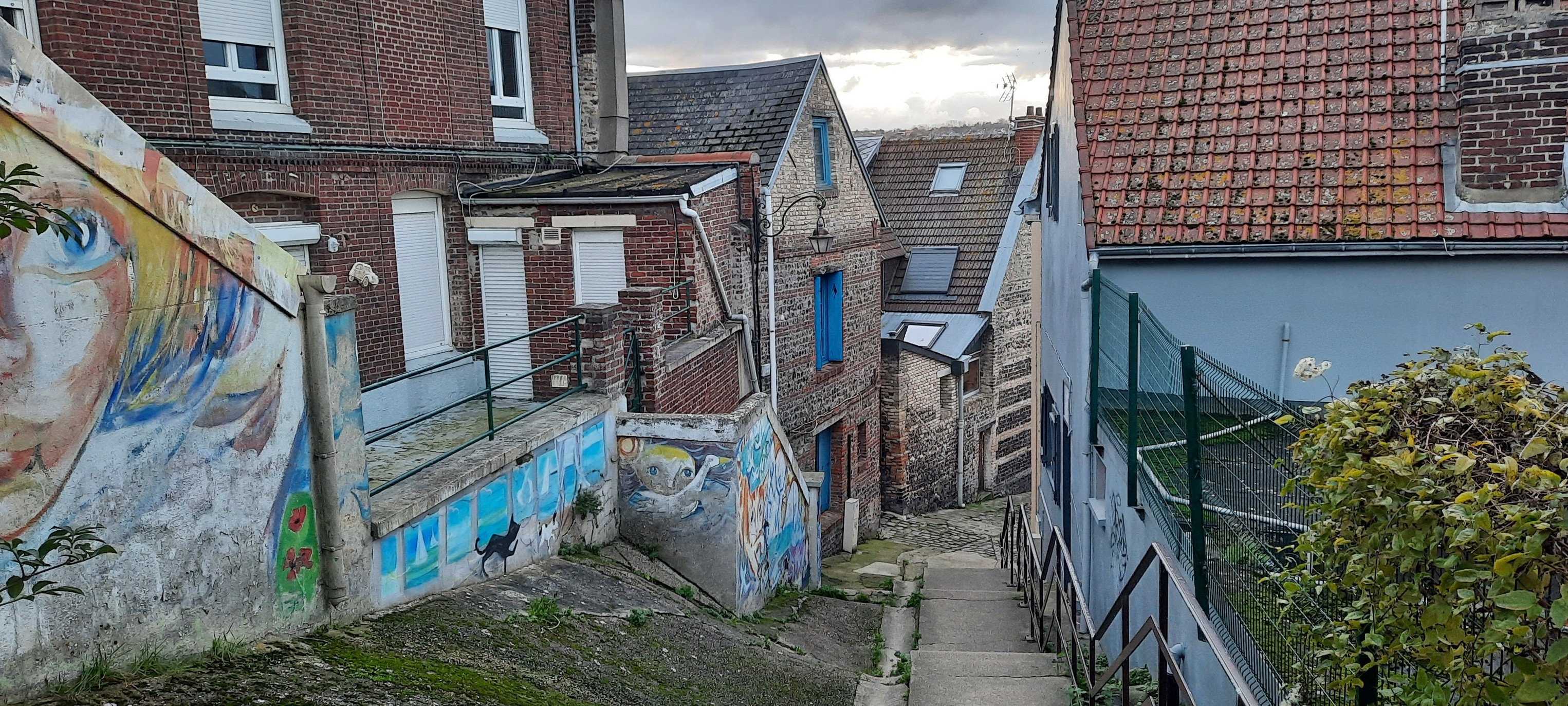

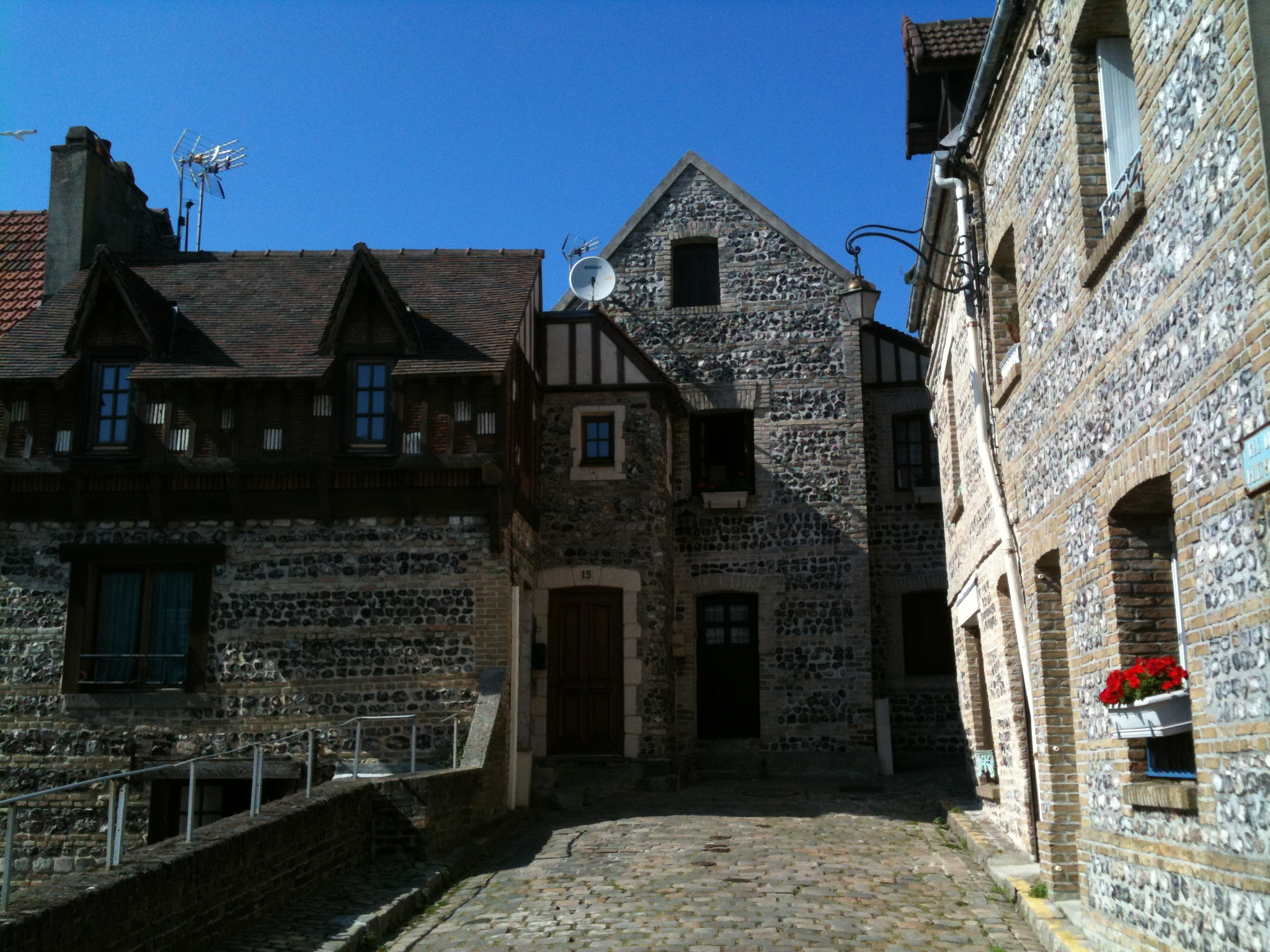
Maisons du quartier du Pollet

Le Pollet est un quartier de Dieppe situé dans la vallée, sur la rive droite de l'embouchure du fleuve côtier l'Arques qui se jette dans la Manche. C'est le quartier des marins de Dieppe. Ses habitants sont nommés poltais -aises et, pris adjectivement, le terme dénote des recettes culinaires à base de poisson.
Jusqu'au milieu du XIe siècle, l'Eaulne, la Béthune et la Varenne, en confluant, formaient un estuaire profond encadré de coteaux aux versants raides. Ce vaste bassin naturel, s’étendant jusqu’au territoire actuel de la commune d'Arques-la-Bataille, représentait un mouillage sûr pour les pêcheurs locaux et les marins de passage.
Jusqu'au XIXe siècle, les marins pêcheurs utilisaient la rive sud, en pente douce, de la boucle de la rivière qui formait la presqu'ile du Pollet, pour mettre à sec leurs barques, pour les réparer, et les préparer pour les futures campagnes de pêche.
Les Vikings, nouveaux maîtres des lieux, comprirent tout l'intérêt commercial et stratégique de ce site. Tenant compte du comblement partiel de l'estuaire, s'appuyant sur une bande de galets barrant partiellement la vallée, appelé poulier,, ils fondèrent une petite agglomération appelée à devenir un grand port : Dieppe.
Poulier est un terme régional désignant une courte flèche littorale, barrant partiellement l'embouchure d'un fleuve, dont l'extrémité est recourbée en forme de crochet sous l'action des courants marins.
Au XVIIIe siècle, la presqu'ile du Pollet connait une première division, par la création du Canal de chasse qui servait au désensablement du port de Dieppe. Lors des grandes marées, on ouvrait les portes du canal à marée basse, pour chasser la vase. On trouve encore la trace de ce canal qui a servi à construire le bassin de radoub au XIXe siècle. Depuis le Moyen Âge, le Pollet était relié à la rive gauche de la rivière par un pont. Celui-ci débouchait au niveau de la Place Louis-Vitet.
Le quartier du Pollet est définitivement divisé en deux parties depuis le creusement d'une passe, en 1848, pour desservir un bassin supplémentaire au port, destiné à recevoir les navires de commerce: le Pollet et l'ile du Pollet, reliés depuis 1889 par le pont Colbert.

## Origine du motPollet
L'explication communément reprise est, qu'il serait la contraction de Port d'Est en Pollet. Port-d'Est aurait été prononcé successivement *Pordest, *Pordet, puis Pollet. Ce type d'évolution phonétique est difficilement admissible et non attesté dans les formes anciennes. En effet, on lit dans des documents à propos du Pollet l'appellation « port de l'ouest », qui est contradictoire, et surtout les mentions anciennes sous la forme latinisée Terram de Poleto en 1172 et dans une lettre patente de Philippe III en 1283, qui cède à l'archevêque de Rouen tout ce qu'il possédait au Pollet : « Quidquid in dicta, Villa de Poleto, cum altà justitia, et focagio, cum hortis et jardinis habebamus ». Elles sont incompatibles avec cette étymologie. Ces trois raisons impliquent un rejet de l'interprétation « port de l'est ».
En outre, cela induit qu'il y aurait eu deux ports à l'embouchure de la rivière: Dieppe, sur la rive droite à l'ouest; le Pollet, sur la rive gauche à l'Est. Même si ce fleuve a longtemps séparé la ville en deux quartiers, est et ouest, il n'y a aucune trace d'une quelconque dualité portuaire à Dieppe.
Louis Vitet voyait dans le mot Pollet, une origine italienne dont Spoleto serait la source[réf. incomplète]. Cette thèse sera reprise par Jules Thieury en 1864. Pour ces auteurs, le Pollet aurait été un comptoir créé par la république de Venise, à l'image de celui de Bruges en Belgique.

Cependant de vagues arguments historiques, ainsi qu'une vague ressemblance entre la forme latinisée Poleto de 1172 et de 1283, et le nom de la ville italienne de Spoleto ne peuvent pas servir de justifications à cette théorie.
En revanche, le Pollet est analogue à d’autres toponymes propres à la Normandie, c'est-à-dire le Pollet, dont on dénombre 7 autres exemples, rien que pour le département de la Seine-Maritime, dont : le Pollet, lieu-dit à Avremesnil (Seine-Maritime); le Pollet, lieu-dit à Torcy-le-Petit (Seine-Maritime). Ensuite, on le trouve aussi dans la Rue du Pollet à Port-en-Bessin (Calvados); la Polle à Octeville (Manche); l’Anse du Poulet à Saint-Pierre-Église (Manche) qui seraient issus du vieux norrois pollr « trou d'eau, bassin, anse arrondie », suivi du suffixe diminutif -et et qui se perpétue dans le norvégien moderne poll,.